# Madonna che silenzio c'è stasera/Puppe a pera
Madonna che silenzio c'è stasera/Puppe a pera è il primo singolo inciso da Francesco Nuti e pubblicato dalla Lupus nel 1982 in formato 7" a 45 giri.

## Il disco
Entrambe le canzoni sono contenute nella colonna sonora del film di Nuti Madonna che silenzio c'è stasera.
Madonna che silenzio c'è stasera è scritta sia per il testo che per la musica da Giovanni Nuti, fratello dell'attore, mentre Puppe a pera è scritta da Giovanni Nuti per la musica e dallo stesso Nuti con Rodolfo Betti per il testo.
Puppe a pera verrà poi reincisa in una nuova versione nel 1988 nel singolo Puppe a pera/Giulia, ed inserita nella colonna sonora del film Caruso Pascoski di padre polacco.